# Onychopterocheilus mirus

Onychopterocheilus mirus (лат.) — вид одиночных ос (Eumeninae).

## Распространение
Северная Африка: Марокко (Val. Draa, Zagora) и Тунис.

## Описание
Длина осы 9 мм. Окраска чёрная с желтыми пятнами и перевязями. По некоторым признакам напоминает одиночных ос вида Onychopterocheilus eburneus. Взрослые самки охотятся на личинок насекомых для откладывания в них яиц и в которых в будущим появится личинка осы.